# David Geddis
David Geddis (født 12. marts 1958 i Carlisle, England) er en engelsk tidligere fodboldspiller (angriber) og -træner.
Geddis tilbragte hele sin karriere i hjemlandet, hvor han blandt andet repræsenterede Ipswich, Aston Villa og Birmingham. Han vandt FA Cuppen med Ipswich i 1978, mens han med Aston Villa var med til at vinde det engelske mesterskab i 1981 og Mesterholdenes Europa Cup i 1982.

## Titler
Engelsk mesterskab
- 1981 med Aston Villa

Mesterholdenes Europa Cup
- 1982 med Aston Villa

FA Cup
- 1978 med Ipswich